# 黑野西口站
黑野西口站（日语：／ Kurono Nishiguchi eki */?）是位於岐阜縣揖斐郡大野町，名古屋鐵道谷汲線的鐵道車站（廢站）。

## 歷史
谷汲線的前身谷汲鐵道於1926年（大正15年）開通之際而開設此站。
沿線由於為風月區，因此有許多谷汲山朝聖者會前往該爣。後來隨著戰爭激烈化，朝聖者減少。使此站的客量也減少。谷汲鐵道在1944年（昭和19年）被名古屋鐵道收購合併，在同年中此站暫停營業。隨後沒有重開，於1969年（昭和44年）正式廢除。
- 1926年（大正15年）4月6日 - 谷汲鐵道黑野站至谷汲站之間開通，此站啟用[2][3]。
- 1944年（昭和19年）
  - 3月1日 - 谷汲鐵道被名古屋鐵道收購合併，成為名古屋鐵道谷汲線的車站[3]。
  - 日時不詳 - 車站暫停營業[3]。
- 1969年（昭和44年）4月5日 - 車站正式廢除[3]。

## 車站構造
截至車站廢除前，此站是地面車站，設有1面1線的單式月台。

## 揖斐川電氣延長至黑野的計劃
谷汲鐵道延伸至廣神戶的計劃在1923年（大正12年）12月失敗後。揖斐川電氣在1927年（昭和2年）7月計劃從廣神戶站延伸至黑野，在當年取得廣神戶至黑野西口之間的鐵路建設許可。當時的許可中，考慮到美濃電氣軌道一方的反應，而把終點站定為黑野西口。使揖斐川電氣的路線將會在黑野西口連接谷汲鐵道。中途設有鶯和川合兩站。但是由於在限期中未有申請建設工程許可，在翌年1928年（昭和3年）9月，鐵路建設許可失效。

## 相鄰車站
名古屋鐵道
谷汲線
黑野－黑野西口－黑野北口

## 注腳
1. ↑  大島一朗. . 岐阜新聞社. 2005: 173. ISBN 978-4877970963 （日语）.
2. ↑  「地方鉄道運輸開始」《官報》1926年4月13日（國立國會圖書館數碼化資料）
3. 1 2 3 4  . 鄉土出版社（日语：郷土出版社）. 1997: 220–230. ISBN 4-87670-097-4 （日语）.
4. ↑  大島一朗. . 岐阜新聞社. 2005: 166. ISBN 978-4877970963 （日语）.
5. ↑  大島一朗. . 岐阜新聞社. 2005: 49. ISBN 978-4877970963 （日语）.